# Wallingford (Vermont)
Pour les articles homonymes, voir Wallingford.
Wallingford est une ville du comté de Rutland, dans le Vermont aux États-Unis.

## Démographie
|                    | Clarendon (Vermont) | Shrewsbury (Vermont) |
|                    | Wallingford         |                      |
| Tinmouth (Vermont) |                     |                      |